# Stephanie Roorda
Stephanie Roorda (Calgary, 3 de desembre de 1986) és una ciclista canadenca especialista en la pista. Actualment a l'equip Sho-Air Twenty20. Ha guanyat dues medalles als Campionats del món de Persecució per equips, i una al de Scratch.

## Palmarès en pista
- 2008
  -  Campiona del Canadà en persecució per equips
- 2011
  - Medalla d'or als Jocs Panamericans en Persecució per equips (amb Jasmin Glaesser i Laura Brown)
- 2012
  - 1a als Campionats Panamericans en Persecució per equips (amb Allison Beveridge i Laura Brown)
- 2015
  - 1a als Campionats Panamericans en Puntuació
- 2017
  - 1a als Campionats Panamericans en Madison (amb Allison Beveridge)

### Resultats a laCopa del Món
- 2009-2010
  - 1a a Cali, en Persecució per equips
- 2012-2013
  - 1a a Aguascalientes, en Persecució per equips
- 2013-2014
  - 1a a Guadalajara, en Persecució per equips
- 2015-2016
  - 1a a Cali i Hong Kong, en Persecució per equips